# Bon Appetit (O.C.)
Bon Appetit è il terzo album del rapper statunitense O.C., pubblicato il 24 aprile del 2001 e distribuito da JCOR e Lame Dude per i mercati di Stati Uniti e Germania. Collaborano al disco, tra gli altri, AG e Jay-Z, che non è accreditato. Il produttore principale dell'album è Buckwild.
Ultimo album di O.C. a entrare in una classifica statunitense: Bon Appetit si ferma all'84º posto tra gli album R&B/Hip-Hop.

## Ricezione
| Recensione | Giudizio |
| ---------- | -------- |
| AllMusic   | [ 1 ]    |
| RapReviews | [ 2 ]    |
| HipHopDX   | [ 3 ]    |

I critici notano il cambio di tema lirico del rapper, richiamando il suo classico del 1994 Time's Up, dove O.C. lanciava un attacco ai thug rapper affaristi nell'hip hop.
Matt Jost di RapReviews giudica in maniera sufficiente il prodotto, apprezzando il lavoro di Buckwild, gli omaggi a Big L, ma non completamente il lirismo di O.C.: «l'atmosfera è tanto confortante quanto arrogante.» DiBella, per Allmusic, assegna all'album due stelle e mezzo su cinque, criticando sia i testi sia la produzione di Buckwild e scrivendo che «c'è qualcosa di assolutamente disgustoso» in questo album, che O.C. «offusca la sua credibilità come uno dei pilastri della purezza dell'hip-hop» e concludendo che l'ambiente commerciale dell'hip hop ha preteso «un'altra vittima».

## Tracce
Musiche di Ahmed (tracce 5 e 7), Buckwild (tracce 2-3, 6, 8-13 e 15), Lord Finesse (traccia 4).
1. Intro – 1:16
2. Back to Cali (featuring A. Bless) – 4:26
3. Soul to Keep – 3:27
4. Dr. Know – 4:06
5. Bounce Mission – 4:12
6. Bon Appetit (featuring T.L. & UNI) – 4:03
7. Doin, Dirt – 3:01
8. Get It Dirty (featuring D Flow & Party Arty) – 3:53
9. Utmost – 3:45
10. Respect tha Drop – 2:19
11. Weed & Drinks (featuring AG) – 3:04
12. Paradise – 3:50
13. Psalm 23 – 8:25

Durata totale: 49:47
Tracce bonus
1. (Silenzio)
2. Bonafied (featuring Jay-Z non accreditato)

## Classifiche
| Classifica (2001)         | Posizione massima |
| ------------------------- | ----------------- |
| US Top R&B/Hip-Hop Albums | 84                |